# Kiki Bertens
Kiki Bertens (* 10. Dezember 1991 in Wateringen) ist eine ehemalige niederländische Tennisspielerin.

## Karriere
Bertens begann im Alter von sechs Jahren mit dem Tennissport.
Den ersten Sieg auf der WTA Tour sicherte sie sich am 28. April 2012 mit dem Gewinn des Turniers in Fès, bei dem sie als Qualifikantin an den Start gegangen war. Auf ihrem Weg zum Titel besiegte sie unter anderem die als Nummer 6 gesetzte Chanelle Scheepers sowie die an Position 5 gesetzte Simona Halep.
Bei den French Open stand sie 2014 erstmals im Achtelfinale eines Grand-Slam-Turniers; sie unterlag dort Andrea Petković knapp mit 6:1, 2:6 und 5:7.
Im Doppel feierte sie 2015 ihren ersten WTA-Titel, als sie an der Seite von Johanna Larsson das Turnier von Hobart gewann. Im selben Jahr gewann sie auch die Doppelkonkurrenz von Båstad.
Ihren zweiten WTA-Titel gewann sie 2016 beim Nürnberger Versicherungscup. Auch bei diesem Turnier musste sie erst die Qualifikation überstehen. Anschließend gewann sie auch noch die Doppelkonkurrenz; es war bereits ihr dritter Doppeltitel mit Johanna Larsson als Partnerin. Bei den French Open erreichte sie, unter anderem nach einem Auftaktsieg über Angelique Kerber, erstmals das Halbfinale eines Grand-Slam-Turniers. Dort unterlag sie Serena Williams in zwei Sätzen. Im Saisonverlauf sicherte sie sich mit Larsson außerdem die Doppeltitel in Linz und Luxemburg.
Beim Nürnberger Versicherungscup 2017 konnte sie ihren Vorjahrestitel im Einzel verteidigen; es war ihr dritter WTA-Einzeltitel. Sie ist die bislang einzige Spielerin, die dieses Turnier zweimal gewinnen konnte. Im Damendoppel gewann sie im selben Jahr mit Johanna Larsson auch das Turnier in Auckland; es war ihr sechster Doppeltitel auf der WTA Tour.
Seit 2011 spielte Bertens auch äußerst erfolgreich für die niederländische Fed-Cup-Mannschaft; von ihren 32 Partien hat sie 27 gewonnen (Einzelbilanz: 21:2).
In der deutschen Bundesliga spielte Kiki Bertens für den TC Blau-Weiss Bocholt, mit dem sie 2011 Vizemeisterin sowie 2012, 2013 und 2014 deutsche Mannschaftsmeisterin wurde. Seit der Saison 2016 spielt sie für den Bundesligaaufsteiger DTV Hannover.
Nach den Olympischen Sommerspielen in Tokio 2021 beendete sie ihre Karriere.

## Turniersiege

### Einzel
| Nr. | Datum              | Turnier            | Kategorie             | Belag             | Finalgegnerin          | Ergebnis       |
| --- | ------------------ | ------------------ | --------------------- | ----------------- | ---------------------- | -------------- |
| 1.  | 6. September 2009  | Almere             | ITF $10.000           | Sand              | Angelique van der Meet | 6:2, 6:4       |
| 2.  | 4. Oktober 2009    | Antalya-Belek      | ITF $10.000           | Sand              | Nanuli Pipija          | 6:2, 6:2       |
| 3.  | 27. Juni 2010      | Rotterdam          | ITF $10.000           | Sand              | Daniëlle Harmsen       | 6:4, 6:2       |
| 4.  | 14. August 2011    | Koksijde           | ITF $25.000           | Sand              | Eliza Kostowa          | 6:2, 6:1       |
| 5.  | 11. März 2012      | Irapuato           | ITF $25.000           | Hartplatz         | Jaroslawa Schwedowa    | 6:4, 2:6, 6:1  |
| 6.  | 25. März 2012      | Bath               | ITF $25.000           | Hartplatz (Halle) | Annika Beck            | 6:4, 3:6, 6:3  |
| 7.  | 28. April 2012     | Fès                | WTA International     | Sand              | Laura Pous Tió         | 7:5, 6:0       |
| 8.  | 9. August 2015     | Koksijde           | ITF $25.000           | Sand              | Myrtille Georges       | 3:6, 6:2, 6:3  |
| 9.  | 21. Mai 2016       | Nürnberg (1)       | WTA International     | Sand              | Mariana Duque Mariño   | 6:2, 6:2       |
| 10. | 27. Mai 2017       | Nürnberg (2)       | WTA International     | Sand              | Barbora Krejčíková     | 6:2, 6:1       |
| 11. | 23. Juli 2017      | Gstaad             | WTA International     | Sand              | Anett Kontaveit        | 6:4, 3:6, 6:1  |
| 12. | 8. April 2018      | Charleston         | WTA Premier           | Sand              | Julia Görges           | 6:2, 6:1       |
| 13. | 19. August 2018    | Cincinnati         | WTA Premier 5         | Hartplatz         | Simona Halep           | 2:6, 7:66, 6:2 |
| 14. | 23. September 2018 | Seoul              | WTA International     | Hartplatz         | Ajla Tomljanović       | 7:62, 4:6, 6:2 |
| 15. | 3. Februar 2019    | St. Petersburg (1) | WTA Premier           | Hartplatz (Halle) | Donna Vekić            | 7:62, 6:4      |
| 16. | 11. Mai 2019       | Madrid             | WTA Premier Mandatory | Sand              | Simona Halep           | 6:4, 6:4       |
| 17. | 16. Februar 2020   | St. Petersburg (2) | WTA Premier           | Hartplatz (Halle) | Jelena Rybakina        | 6:1, 6:3       |

### Doppel
| Nr. | Datum              | Turnier           | Kategorie         | Belag             | Partnerin        | Finalgegnerinnen                           | Ergebnis          |
| --- | ------------------ | ----------------- | ----------------- | ----------------- | ---------------- | ------------------------------------------ | ----------------- |
| 1.  | 30. Juli 2009      | Bree              | ITF $10.000       | Sand              | Quirine Lemoine  | An-Sophie Mestach Demi Schuurs             | 6:1, 6:0          |
| 2.  | 8. August 2009     | Rebecq            | ITF $10.000       | Sand              | Nicole Thijssen  | Patricia Chirea Valentina Sulpizio         | 6:2, 7:5          |
| 3.  | 5. September 2009  | Almere            | ITF $10.000       | Sand              | Nicole Thijssen  | Daniëlle Harmsen Kim Kilsdonk              | 4:6, 6:2, [10:4]  |
| 4.  | 3. Oktober 2009    | Antalya           | ITF $10.000       | Sand              | Marcella Koek    | Barbara Sobaszkiewicz Sylwia Zagorska      | 6:4, 0:6, [10:4]  |
| 5.  | 14. November 2009  | Jersey            | ITF $10.000       | Hartplatz (Halle) | Daniëlle Harmsen | Tímea Babos Malou Ejdesgaard               | 4:6, 6:2, [10:4]  |
| 6.  | 20. März 2010      | Antalya           | ITF $10.000       | Sand              | Daniëlle Harmsen | Fatma Al-Nabhani Andrea Koch Benvenuto     | 6:2, 6:4          |
| 7.  | 1. Oktober 2010    | Helsinki          | ITF $25.000       | Hartplatz (Halle) | Richèl Hogenkamp | Julija Bejhelsymer Kristina Mladenovic     | 6:3, 7:5          |
| 8.  | 7. August 2011     | Monteroni         | ITF $25.000       | Sand              | Nicole Rottmann  | Gioia Barbieri Anastasia Grymalska         | 6:0, 6:3          |
| 9.  | 6. November 2011   | Ismaning          | ITF $50.000       | Teppich (Halle)   | Anne Keothavong  | Kristina Barrois Yvonne Meusburger         | 6:3, 6:3          |
| 10. | 5. Mai 2014        | Cagnes-sur-Mer    | ITF $100.000      | Sand              | Johanna Larsson  | Tatiana Búa Daniela Seguel                 | 7:64, 6:4         |
| 11. | 17. Januar 2015    | Hobart            | WTA International | Hartplatz         | Johanna Larsson  | Witalija Djatschenko Monica Niculescu      | 7:5, 6:3          |
| 12. | 19. Juli 2015      | Båstad            | WTA International | Sand              | Johanna Larsson  | Tatjana Maria Olha Sawtschuk               | 7:5, 6:4          |
| 13. | 31. Juli 2015      | Sobota-Rokietnica | ITF $75.000       | Sand              | Richèl Hogenkamp | Cornelia Lister Jeļena Ostapenko           | 7:62, 6:2         |
| 14. | 21. Mai 2016       | Nürnberg          | WTA International | Sand              | Johanna Larsson  | Shūko Aoyama Renata Voráčová               | 6:3, 6:4          |
| 15. | 16. Oktober 2016   | Linz              | WTA International | Hartplatz (Halle) | Johanna Larsson  | Anna-Lena Grönefeld Květa Peschke          | 4:6, 6:2, [10:7]  |
| 16. | 22. Oktober 2016   | Luxemburg         | WTA International | Hartplatz (Halle) | Johanna Larsson  | Monica Niculescu Patricia Maria Țig        | 4:6, 7:5, [11:9]  |
| 17. | 7. Januar 2017     | Auckland          | WTA International | Hartplatz         | Johanna Larsson  | Demi Schuurs Renata Voráčová               | 6:2, 6:2          |
| 18. | 23. Juli 2017      | Gstaad            | WTA International | Sand              | Johanna Larsson  | Viktorija Golubic Nina Stojanović          | 7:64, 4:6, [10:7] |
| 19. | 24. September 2017 | Seoul             | WTA International | Hartplatz         | Johanna Larsson  | Luksika Kumkhum Peangtarn Plipuech         | 6:4, 6:1          |
| 20. | 15. Oktober 2017   | Linz              | WTA International | Hartplatz (Halle) | Johanna Larsson  | Natela Dsalamidse Xenia Knoll              | 3:6, 6:3, [10:4]  |
| 21. | 6. Januar 2018     | Brisbane          | WTA Premier       | Hartplatz         | Demi Schuurs     | Andreja Klepač María José Martínez Sánchez | 7:5, 6:2          |

## Turnierbilanz

### Einzel
Die Tabelle listet die Ergebnisse der Grand-Slam-Turniere, der Tour Championships, der Olympischen Spiele, des Fed Cups bzw. Billie Jean King Cups und der Turniere folgender Kategorien auf: 1990–2008: Tier I, 2009–2020: Premier Mandatory und Premier 5, ab 2021: WTA 1000.
| Turnier              | 2011 | 2012 | 2013 | 2014 | 2015 | 2016 | 2017 | 2018 | 2019 | 2020 | 2021 | Karriere |
| -------------------- | ---- | ---- | ---- | ---- | ---- | ---- | ---- | ---- | ---- | ---- | ---- | -------- |
| Australian Open      | —    | Q2   | 1    | 1    | 2    | 1    | 1    | 3    | 2    | AF   | —    | 1 × AF   |
| French Open          | Q1   | 1    | 1    | AF   | 1    | HF   | 2    | 3    | 2    | AF   | 1    | 1 × HF   |
| Wimbledon            | —    | 2    | 1    | Q1   | 1    | 3    | 1    | VF   | 3    |      | 1    | 1 × VF   |
| US Open              | Q1   | 2    | 1    | 1    | 2    | 1    | 1    | 3    | 3    | —    | —    | 2 × 3R   |
| WTA Finals           | —    | —    | —    | —    | —    | —    | —    | HF   | RR   |      | —    | 1 × HF   |
| Doha                 |      | —    | —    | —    |      | —    |      | —    |      | AF   |      | 1 × AF   |
| Dubai                | —    |      |      |      | —    |      | 1    |      | 2    |      | 2    | 2 × 2R   |
| Indian Wells         | —    | —    | 2    | —    | 1    | 1    | 3    | 2    | AF   |      | —    | 1 × AF   |
| Miami                | —    | —    | 2    | 2    | 1    | 3    | 2    | 3    | AF   |      | 2    | 1 × AF   |
| Rom                  | —    | —    | 2    | —    | —    | 1    | HF   | 1    | HF   | 2    | —    | 2 × HF   |
| Madrid               | —    | —    | 1    | —    | —    | —    | VF   | F    | S    |      | 2    | 1 × S    |
| Cincinnati           | —    | 1    | —    | Q1   | —    | 1    | 2    | S    | 2    | —    | —    | 1 × S    |
| Kanada               | —    | 2    | 2    | 1    | —    | —    | —    | VF   | AF   |      | —    | 1 × VF   |
| Tokio                | —    | —    | —    |      |      |      |      |      |      |      |      | —        |
| Wuhan                |      |      |      | —    | —    | —    | 2    | 2    | AF   |      |      | 1 × AF   |
| Peking               | —    | —    | —    | —    | —    | —    | 1    | AF   | HF   |      |      | 1 × HF   |
| Olympische Spiele    |      | —    |      |      |      | 1    |      |      |      | 1    |      | 2 × 1R   |
| Billie Jean King Cup | K1   | K1   | K1   | K1   | PO   | HF   | PO   | —    | —    | Q    | Q    | 1 × HF   |

Zeichenerklärung: S = Turniersieg; F, HF, VF, AF = Einzug ins Finale, Halb-, Viertel-, Achtelfinale; 1, 2, 3 = Ausscheiden in der 1., 2., 3. Haupt- / Finalrunde; Q1, Q2, Q3 = Ausscheiden in der 1., 2. 3. Qualifikationsrunde; RR = Round Robin (Gruppenphase); nicht ausgetragen oder andere Kategorie; PO (Playoff), P2 = Auf-/Abstiegsrunde zur Weltgruppe I/II im Fed Cup; W2, K1, K2, K3 = Teilnahme in der Weltgruppe II, Kontinentalgruppe I, II, III im Fed Cup.

### Doppel
| Turnier         | 2012 | 2013 | 2014 | 2015 | 2016 | 2017 | 2018 | 2019 | 2020  | 2021 | Bilanz | Karriere |
| --------------- | ---- | ---- | ---- | ---- | ---- | ---- | ---- | ---- | ----- | ---- | ------ | -------- |
| Australian Open | —    | 1    | 1    | VF   | 1    | 2    | 1    | —    | —     | —    | 4:6    | VF       |
| French Open     | 1    | 1    | —    | 1    | VF   | AF   | AF   | —    | —     | —    | 7:6    | VF       |
| Wimbledon       | —    | —    | —    | 1    | 2    | 1    | AF   | —    | n. a. | 1    | 3:5    | AF       |
| US Open         | 1    | 2    | 1    | AF   | 2    | AF   | 2    | —    | —     | —    | 6:6    | AF       |